# 阿曼虎鲨
阿曼虎鯊（學名：Heterodontus omanensis）是軟骨魚綱虎鯊目虎鯊屬下的一個種，又名阿曼異齒鯊，生活於西印度洋阿曼海域，水深72至80公尺，本魚體延長，前部粗大，後部漸細小，體側具有四條深色的鞍狀斑，具2個背鰭，每個背鰭末端都有白色條紋，且具有1枚硬棘，體長可達56公分，棲息在礁沙混合的底層水域，屬肉食性，卵生的，生活習性不明。